# Silvia Pfister
Silvia Pfister (* 4. Februar 1958 in Bamberg) ist eine deutsche Bibliothekarin.

## Leben und Wirken
Silvia Pfister studierte Germanistik, Geschichte und Psychologie an der Universität Bamberg. Nach ihrem Magisterexamen 1984 promovierte sie dort 1988. Nach kurzer Tätigkeit als Bibliotheksangestellte an der Universitätsbibliothek Bamberg trat sie als Bibliotheksreferendarin an der Landesbibliothek Oldenburg bzw. der Stadtbibliothek Oldenburg in die Ausbildung für den höheren Bibliotheksdienst ein und legte 1992 in Köln an der Fachhochschule für Bibliotheks- und Dokumentationswesen die Fachprüfung hierfür ab. Von 1992 bis 2002 war sie dann als wissenschaftliche Bibliothekarin an der Universitätsbibliothek Bamberg tätig. Von 2002 bis 2022 leitete sie als Nachfolgerin von Jürgen Erdmann anschließend zwanzig Jahre die Landesbibliothek Coburg.
In ihren zahlreichen Veröffentlichungen behandelt Silvia Pfister insbesondere Themen im Zusammenhang mit den historischen Beständen der von ihr geleiteten Regionalbibliothek und deren Bedeutung und zur Geschichte Coburgs vor allem im Zusammenhang mit der Reformation. Erwähnt seien außerdem zahlreiche Ausstellungskataloge der Landesbibliothek Coburg.

## Schriften (Auswahl)
- Lokale und regionale Anspielungen in frühneuzeitlichen Praktikparodien. In: Horst Bielmeier (Hrsg.): Festgabe Gerd Zimmermann zum 65. Geburtstag (= Historischer Verein für die Pflege der Geschichte des Ehemaligen Fürstbistums Bamberg, Bd. 23). Bamberg 1989, S. 139–154, ISBN 3-87735-111-5.
- Parodien astrologisch-prophetischen Schrifttums 1470–1590. Textform – Entstehung – Vermittlung – Funktion (= Saecvla spiritalia, Bd. 22). Körner, Baden-Baden 1990, ISBN 3-87320-422-3 (Dissertation Universität Bamberg).
- Die Spalatin-Chronik der Landesbibliothek Coburg im Internet. Moderne Technologie im Dienst der Vermittlung historischer Bibliotheksbestände. In: Coburger Geschichtsblätter, Bd. 24 (2006), H. 3/4, S. 63–78.
- Elisabeth von Thüringen (7.7.1207–17.11.1231). Die Darstellung der frommen Landgräfin in der Spalatinchronik. Aus Anlass des 800. Geburtstages präsentiert von der Landesbibliothek Coburg, 9.7. bis 14.9.2007. Coburg 2007.
- "Die Stiftung übernimmt die Verwaltung und Erhaltung der bisherigen Hof- und Staatsbücherei". 90 Jahre Landesstiftungsgesetz und sein Bezug zur Landesbibliothek Coburg. In: Jahrbuch der Coburger Landesstiftung, Bd. 54 (2009), S. 159–174.
- Vielfalt und Heterogenität kooperativ meistern. Digitalisierung in der Landesbibliothek Coburg. In: Irmgard Siebert (Hrsg.): Digitalisierung in Regionalbibliotheken (= Zeitschrift für Bibliothekswesen und Bibliographie, Sonderbände, Bd. 107). Klostermann, Frankfurt/M. 2012, S. 31–50, ISBN 3-465-03759-6.
- Der Enkel des Glaubenshelden – Herzog Johann Casimir (1564–1633) und die politischen Folgen der Reformation. Texte, Quellen und ausgewählte Bilder zu der gleichnamigen Ausstellung der Landesbibliothek Coburg im Jahr 2014. In: Jahrbuch der Coburger Landesstiftung, Bd. 58 (2014), S. 187–258.
- Landesbibliothek Coburg. Eine Bibliothek zwischen den Ländern. In: Bibliotheksdienst, Bd. 48 (2014), S. 533–542.
- Dynastische Vergewisserung und Glaube am Vorabend der Reformation. Das Chronikprojekt Kurfürst Friedrichs des Weisen. In: Saale-Unstrut-Jahrbuch, Bd. 20 (2015), S. 33–42.
- Seiner Hoheit Ernst II. Herzog von Sachsen-Coburg-Gotha in tiefster Ehrerbietung gewidmet" – die Musik- und Theatersammlungen der Landesbibliothek Coburg. In: Ludger Syré (Hrsg.): Musiksammlungen in den Regionalbibliotheken Deutschlands, Österreichs und der Schweiz (= Zeitschrift für Bibliothekswesen und Bibliographie, Sonderbände, Bd. 116). Klostermann, Frankfurt/M. 2015, S. 63–77, ISBN 978-3-465-04235-8.
- "Luther hat die Figuren in der Wittenbergischen Biblia zum Teil selber angegeben" – Bild und Text in den Luther-Bibeln der Landesbibliothek Coburg. In: Frank-Lothar Kroll (Hrsg.): Deutschland und die Britischen Inseln im Reformationsgeschehen (= Prinz-Albert-Studien, Bd. 34). Duncker & Humblot, Berlin 2018, S. 237–272, ISBN 3-428-15409-6.
- Rotbart und der Steuermann. Der Blick Georg Spalatins auf Kaiser Friedrich I. In: Barbarossa-Stiftung (Hrsg.): Unmögliche Geschichte(n)? Kaiser Friedrich I. Barbarossa und die Reformation (= Schriftenreihe der Barbarossa-Stiftung, Bd. 2). Reinhold, Altenburg 2019, S. 26–35, ISBN 978-3-95755-047-7.
- Albert, Victoria und die Kinder. Die royale Verwandtschaft in der "Haus-Chronik" Herzogin Alexandrines. In: Jahrbuch der Coburger Landesstiftung, Bd. 64 (2020), S. 126–145.
- Herzogliches Erbe. Cranach-Buchillustrationen in der Landesbibliothek Coburg. In: Stefanie Knöll u. a. (Hrsg.): Cranach in Coburg. Bd. 2. Schnell + Steiner, Regensburg 2020, S. 59–73, ISBN 978-3-7954-3255-3.
- Zwischen Windsor und Coburg-Gotha. Buchgeschenke als dynastische und kulturpolitische Statements. In: Friedegund Freitag (Hrsg.): Dynastie – Wissenschaft – Kunst. Die Verbindungen der Dynastien Sachsen-Gotha-Altenburg und Sachsen-Coburg und Gotha zum Britischen Empire. Königshausen & Neumann, Würzburg 2020, S. 177–195, ISBN 978-3-8260-6963-5.
- Geschichte und Sammlungen der Landesbibliothek Coburg. In: Jahrbuch der Coburger Landesstiftung, Bd. 65 (2021), S. 20–31.
- Widukind, die Ottonen und das Haus Sachsen. Erzählungen aus der "teutzschen" Vergangenheit in Georg Spalatins Chronik der Sachsen und Thüringer. In: Ebd., S. 32–51.
- Luthers Sendbrief vom Dolmetschen. Coburg als Schlüsselort der Reformation. In: Christine Ganslmayer u. a. (Hrsg.): Luthers Deutsch in Mittel- und Osteuropa (= Fremdsprachen in Geschichte und Gegenwart, Bd. 21). Harrassowitz, Wiesbaden 2021, S. 211–225, ISBN 978-3-447-11215-4.
- Beziehungsgeflechte. Ein kulturwissenschaftlicher Rückblick und Ausblick. In: Bibliotheksforum Bayern, Bd. 16 (2022), H. 3, S. 38–43.